# Hadena alboradiata
Hadena alboradiata là một loài bướm đêm trong họ Noctuidae.